# Tatra T.101
Tatra T.101 byl československý jednomotorový dvojsedadlový víceúčelový jednoplošník postavený v roce 1937 firmou Tatra. Byl vyroben pouze jeden kus, přesto s Jánem Ambrušem v kokpitu překonal několik rekordů. V roce 2008 postavili bratři Ivo a Jiří Sklenářovi repliku tohoto letounu. Ta poprvé vzlétla v září 2008.

## Návrh a vývoj
Firma Tatra začala s výrobou letadel v roce 1935. Nejprve stavěla v licenční výrobě stroje Avro 626 Avian a Bücker Bü 131 Jungmann. V roce 1937 pak jako první stroj navržený a vyrobený výhradně Tatrou vznikla Tatra T.001. T.101 vycházela z tohoto návrhu, měla ovšem zvětšené rozpětí křídla a větší vodorovné ocasní plochy.
Nakonec Tatra vyrobila pouze jeden stroj tohoto typu, nesoucí odpovídající sériové číslo 01 a imatrikulaci OK-TAO.

## Operační historie
Tatra T.101 dosáhla řady rekordů. V roce 1937 byla nabídnuta cena za nejdelší let letadlem československé výroby. Tu získali v roce 1938 Ján Ambruš a Vojtěch Matěna za svůj let z Letiště Ruzyně v Praze na letiště v súdánském Chartúmu, čímž překonali vzdálenost 4330 km. Letadlo také vytvořilo výškový rekord 7113 m v kategorii dvousedadlových letadel s objemem motoru menším než 4 litry. Později Tatra T.101 tento rekord sama překonal vystoupáním do výšky 7470 m.

## Replika
Po roce 2000 začali bratři Ivo a Jiří Sklenářovi výzkum ohledně Tatry T.101. Zjistili, že původní plány nebyly zničeny, nýbrž uloženy ve státním archivu v Opavě. S pomoci firmy Tatra a Výzkumného a zkušebního ústavu získali motory Tatra HM-504 a Tatra T100. Za podpory Tatry a Národního technického muzea se jim podařilo zrekonstruovat motor T100 do funkčního stavu. Pro repliku také vyrobili novou dřevěnou dvojlistou vrtuli. Od původních plánů se bratři Sklenářovi odchýlili pouze bylo-li to nutné pro splnění současných technických předpisů.
Křídlo o rozpětí 13 m je vyrobeno z jednoho kusu Janem Tobkem, výrobcem ultralehkých letadel a jedná se o největší dřevěné křídlo vyrobené na území České republiky od konce druhé světové války. Letadlo bylo zkompletováno v hangáru firmy Let Kunovice. Práce byly dokončeny 29. září 2008 záletem repliky, přičemž již 25. září 2008 bylo Úřadem civilního letectví vydáno Osvědčení o letové způsobilosti. Stroj je označen sériovým číslem 02.

## Specifikace (T.101)
Zdroje:

### Technické údaje
- Posádka: 1-2
- Délka: 6,62 m
- Rozpětí: 13,00 m
- Výška: ?
- Nosná plocha: 16,4 m²
- Prázdná hmotnost: 500 kg
- Maximální vzletová hmotnost : 1100 kg
- Pohonná jednotka: 1x Tatra T100 s dřevěnou dvoulistou vrtulí
- Výkon: 70 kW (95 HP)

### Výkony
- Maximální rychlost: 225 km/h
- Cestovní rychlost: 200 km/h
- Dolet: 5000 km
- Dostup: 8000 m